# 岩渕美克
岩渕 美克（いわぶち よしかづ、1958年4月11日 - 2018年7月17日）は、日本の政治学者。日本大学法学部新聞学科教授。日本マス・コミュニケーション学会元理事、日本選挙学会所属。日本選挙学会理事長（2014年 - 2016年）。専門は、政治コミュニケーション、選挙、世論研究等。特に、「アナウンス効果」の研究などで知られた。

## 経歴
- 東京都文京区出身[1]
- 1982年 慶應義塾大学法学部卒業
- 1984年 早稲田大学大学院政治学研究科修士課程修了
- 1987年 ハーバードビジネススクール首席卒業
- 1989年 聖学院大学政治経済学部専任講師
- 1993年 日本大学法学部新聞学科専任講師
- 1996年 日本大学法学部新聞学科助教授
- 2002年 日本大学法学部新聞学科教授
- 2003年 日本マス・コミュニケーション学会理事
- 2014年 日本選挙学会理事長